# YES (知念里奈の曲)
「YES」（イエス）は、1999年1月13日に ソニー・ミュージックレコーズから発売された知念里奈の7枚目のシングル。

## 解説
TBS系『COUNT DOWN TV』エンディングテーマ。ブルボン「プチ」CMソング。

## 収録曲
作詞・作曲・編曲：T2ya
1. YES (4:49)
2. Freedom (3:46)
3. YES （Backing Track） (4:49)

## 収録アルバム

### YES
- ベスト『Passage 〜Best Collection〜』（2000年3月23日）
- ベスト『Rina Chinen 20th Anniversary 〜Singles & My Favorites〜』（2017年2月8日）